# Janusz Chmielowski
Janusz Chmielowski (ur. 9 stycznia 1878 w Warszawie, zm. 26 kwietnia 1968 w Katowicach) – polski inżynier budowy maszyn, matematyk. Pracownik instytucji technicznych (hutniczych) i ubezpieczeniowych, redaktor naukowy wydawnictw technicznych. Jeden z prekursorów wspinaczki tatrzańskiej. Główny inicjator i współzałożyciel pierwszej polskiej organizacji taternickiej – Sekcji Turystycznej Towarzystwa Tatrzańskiego.
Jeden z najwybitniejszych taterników polskich, alpinista, autor pierwszego polskiego przewodnika tatrzańskiego dla taterników. Pierwszy zdobywca wielu tatrzańskich szczytów, w tym w warunkach zimowych Gerlacha.

## Młodość i praca zawodowa
Janusz Chmielowski (według aktu urodzenia Ignacy Janusz) urodził się 9 stycznia 1878 r. w Warszawie. Był synem Piotra Chmielowskiego i Marii Józefy z d. Trzcińskiej.
Ukończył studia jako inżynier budowy maszyn w 1903 na Politechnikach w Rydze, Darmstadcie i ostatecznie Lwowie. Ukończył również studia w dziale fizyko-matematycznym wydziału filozoficznego Uniwersytetu Lwowskiego w 1906 r.
W latach 1906–1908 był nauczycielem w szkole średniej we Lwowie, potem pracował w instytucjach technicznych i ubezpieczeniowych w Wilnie (w latach 1908–1912) i Petersburgu (w latach 1913–1923). W październiku 1923 r. wrócił do Polski.
Od 1924 r. pracował na Górnym Śląsku, od 1928 w przemyśle hutniczym w Katowicach, aż do wybuchu II wojny światowej. Był członkiem Stowarzyszenia Inżynierów i Techników Województwa Śląskiego. W latach 1939–1944 pracował w towarzystwie handlu żelazem w Warszawie. W sierpniu 1944 r. został aresztowany przez Niemców i osadzony w niemieckim obozie przejściowym Dulag 121 w Pruszkowie. Następnie przewieziono go do niemieckiego obozu przejściowego dla cywilów w Skierniewicach. Kiedy opuścił obóz nie wiadomo. W marcu 1945 r. wrócił do pracy w Katowicach, do 1950 w przemyśle hutniczym, a w latach 1950–1965 jako redaktor naukowy wydawnictw hutniczych, ponadto jako redaktor czasopisma „Hutnik” w latach 1945–1965. Pracował do 87. roku życia.

## Tatrzańska przygoda
Pierwszą wycieczkę w Tatry (z rodzicami do Morskiego Oka w 1887 r.) odbył w 9. roku życia, a taternictwo zaczął uprawiać w 1892 r. pierwszym wejściem na Mały Kozi Wierch jako 14-letni chłopiec. Najintensywniej wspinał się w latach, kiedy jego rodzice mieszkali w Zakopanem (do 1903 r.) oraz w czasie swych studiów i pracy we Lwowie (do 1908 r.). Z przerwami kontynuował działalność taternicką aż do 1958 r., gdy w wieku 80 lat był na swej ostatniej wspinaczce – na grani Kościelca. Do Zakopanego przyjeżdżał aż do 1963  wszedł wtedy pieszo w 85. roku życia na swój ostatni „szczyt”, Antałówkę. Napisał wtedy: „W górach, podobnie jak i w życiu, gdy nie można tak, trzeba – inaczej!” 
W 1911 dokonał pierwszego wejścia od strony zachodniej na Zamarłą Turnię (wraz z nim Zdzisław Kleszczyński i Mieczysław Świerz).
Żył 90 lat. Z młodości pamiętał Tytusa Chałubińskiego i Sabałę, a przeżył Wawrzyńca Żuławskiego i młodszego o dwa pokolenia Jana Długosza.
Po Tatrach do I wojny światowej chodził najczęściej w towarzystwie przewodników (np. Jędrzej Wala młodszy, Jan Bachleda Tajber, od 1894 Klemens Bachleda, potem Jędrzej Marusarz Jarząbek), a także z licznymi taternikami polskimi i węgierskimi, ale na wyprawach odkrywczych prawie zawsze sam był inicjatorem.
Bez przewodników również dokonał z różnymi taternikami wielu pierwszorzędnych wejść, np. w 1903 na Ostry Szczyt (pierwsze wejście bez przewodnika, a w ogóle trzecie). Był pierwszym zdobywcą wielu szczytów i turni tatrzańskich, m.in.: w 1895 r. Zadni Gerlach, w 1898 Poślednia Turnia, w 1902 Orla Baszta i Rumanowy Szczyt, w 1904 Zadni Mnich, Kaczy Szczyt, Czubata Turnia i Kozia Turnia, w 1905 Niżnie Rysy, Żabi Szczyt Wyżni i Kościołek, w 1907 Żabi Mnich, w 1908 Żabia Lalka.
Przeszedł też wiele nowych dróg w Tatrach w latach 1892–1927, od Świnicy po Jagnięcy Szczyt. Ostatnią było pierwsze wejście południowym żebrem na Wołową Turnię. W dziejach taternictwa zimowego zapisał się jedynie pierwszym wejściem zimowym na Gerlach w styczniu 1905 (Żlebem Karczmarza), ale było to jedno z czołowych osiągnięć w tej dziedzinie przed I wojną światową (z Węgrem Károlyem Jordánem oraz przewodnikiem Klimkiem Bachledą, Johannem Franzem seniorem i Paulem Spitzkopfem seniorem).
Prawdopodobnie był pierwszym zdobywcą Wielkiej Korony Tatr. Na ostatni szczyt z jej listy (Ganek) wszedł w 1897 roku. Zwłaszcza w okresie 1900–14, ale także później, należał do czołowych taterników i był najlepszym znawcą Tatr. Pisano o nim, że po Tytusie Chałubińskim został Królem Tatr. Uprawiał też alpinizm w Alpach. W 1907 r. wspinał się w Dolomitach i na Wilder Kaiser, w 1913 – w grupie Mont Blanc.

## Pisarstwo górskie
W latach 1900–1931 ogłosił liczne artykuły na tematy taternictwa i alpinizmu, biografie, sprawozdania, recenzje, notatki itd. Poza fachowymi opisami nowych dróg taternickich (od 1907 r.) opublikował kilka wspomnień ze swych wypraw tatrzańskich. W artykule pt. Z wycieczki po Alpach Tyrolskich („Taternik” 1907) przeprowadził porównanie wejść alpejskich z tatrzańskimi.
Pisywał również na takie fachowe tematy taternickie (jak „W sprawie klasyfikacyi wycieczek tatrzańskich”, 1910) i ogłosił szereg prac z dziejów taternictwa, m.in. Droga na Łomnicę od strony północnej (1902), Południowa ściana Ostrego Szczytu (1910), Przyczynki do monografji Łomnicy (1924), Lodowy Szczyt (1928), Kozia Turnia (1931).
Oprócz szeregu drobniejszych napisał kilka obszerniejszych biografii ludzi związanych z Tatrami: Klimek Bachleda (1910), prof. Leopold Świerz (1911 i 1912), Kazimierz Przerwa-Tetmajer (1941).
Zajmował się też fotografowaniem w Tatrach. Jego zdjęcia były reprodukowane zarówno w czasopismach polskich (np. „Taternik”), jak i zagranicznych (np. „Turistaság és Alpinizmus”), a także na pocztówkach. Ogłosił też artykuł Nieco o nowoczesnych aparatach fotograficznych dla taternika (1928). Wygłaszał pogadanki o taternictwie przez radio (Rozgłośnia Katowicka w 1926).
Wybitną pozycję w piśmiennictwie tatrzańskim zdobył jednak Chmielowski przede wszystkim swym przewodnikiem: Przewodnik po Tatrach (t. 1–4, 1907–1912). Był to pierwszy w tatrzańskiej literaturze przewodnik dla taterników, a nie tylko dla zwykłych turystów. Pojawił się po turystycznych przewodnikach Walerego Eljasza i Mieczysława Kowalewskiego oraz po współczesnych im turystycznych przewodnikach niemieckim i węgierskim. Stał się pozycją przełomową w tatrzańskiej literaturze przewodnikowej i odegrał wielką rolę nie tylko w rozwoju taternictwa, ale również i w poznawaniu topografii Tatr, w ustalaniu ich nazewnictwa i terminologii topograficznej. Podkreślić należy, że pierwsze przewodniki taternickie w innych językach pojawiły się później (od 1914). Następnie, już wspólnie z Mieczysławem Świerzem, Chmielowski opublikował nowe wydanie swego przewodnika: Tatry Wysokie (Kraków, t. 1–4, 1925–26), znowu zdobywając przodującą rolę w tej dziedzinie piśmiennictwa tatrzańskiego.
Równocześnie z pierwszym wydaniem swego przewodnika opublikował Chmielowski także mapę Tatry Wysokie (1:50 000) oraz mapy szkicowe: Tatry Zachodnie i Tatry Bielskie (obie 1:75 000).

## Stowarzyszenia taternickie
Chmielowski należał do czołowych działaczy taternickich na polu organizacyjnym. Był jednym z głównych inicjatorów i współzałożycieli, a w 1903–1904 pierwszym prezesem pierwszego stowarzyszenia taternickiego – Sekcji Turystycznej Towarzystwa Tatrzańskiego, której kontynuacją stał się Klub Wysokogórski i wreszcie Polski Związek Alpinizmu.
Chmielowski przez szereg lat do 1914 r. zajmował się szkoleniem i egzaminowaniem przewodników tatrzańskich. Zarówno wśród taterników, jak i przewodników upowszechnił stosowanie nowoczesnego sprzętu alpinistycznego, jak lina, raki, czekan, specjalne obuwie itd. Żywo interesował się sprawami nazewnictwa tatrzańskiego i przyczynił się do jego uporządkowania w polskim piśmiennictwie, a także do ustalenia tatrzańskiej terminologii topograficznej, opartej w znacznej mierze na gwarze podhalańskiej.
Przekształcenie się dawnego taternictwa, uprawianego na modłę księdza Józefa Stolarczyka czy Tytusa Chałubińskiego, w nowoczesne taternictwo – to zasługa przede wszystkim Chmielowskiego, który doprowadził do tego zarówno swą działalnością w górach, jak i piórem i pracą organizacyjną.

## Odznaczenia, nagrody i wyróżnienia
W 1913 jako jeden z pierwszych otrzymał członkostwo honorowe STTT (potem KWPTT), a w 1938 Złoty Krzyż Zasługi „za zasługi na polu pracy społecznej w Federacji Polskich Związków Obrońców Ojczyzny”. Ponadto w 1948 został odznaczony Orderem Odrodzenia Polski i uzyskał członkostwo honorowe Polskiego Towarzystwa Tatrzańskiego, za całokształt swych zasług w rozwoju taternictwa polskiego.
W niemieckim i węgierskim nazewnictwie tatrzańskim został Chmielowski uczczony nazwami: Chmielowski-Scharte i Chmielowski-rés (Poślednia Przełączka), Chmielowski-Turm i Chmielowski-torony (Mała Poślednia Turniczka) oraz Chmielowskispitze i Chmielowski-csúcs (Sępia Turnia).

## Rodzina
Janusz Chmielowski ożenił się 24 kwietnia 1924 roku z Wandą Szlezyngier, pianistką i pedagogiem gry na fortepianie.
Zmarł 26 kwietnia 1968 r. w Katowicach, pochowany został na cmentarzu przy ul. Brackiej w dzielnicy Dąb.

## Publikacje

### Artykuły
- Z wycieczki po Alpach Tyrolskich („Taternik” 1907),
- W sprawie klasyfikacyi wycieczek tatrzańskich (1910),
- Droga na Łomnicę od strony północnej (1902),
- Południowa ściana Ostrego Szczytu 1910 (wspólnie z Romanem Kordysem),
- Przyczynki do monografji Łomnicy (1924),
- Lodowy Szczyt (1928),
- Nieco o nowoczesnych aparatach fotograficznych dla taternika (1928)
- Kozia Turnia (1931).

### Książki
- Przewodnik po Tatrach, Lwów (t. 1-4), 1907–1912,
- Janusz Chmielowski, Mieczysław Świerz, Tatry Wysokie (przewodnik szczegółowy), Kraków, (t. 1–4, 1925–1926)
- Klimek Bachleda (1910),
- Prof. Leopold Świerz (1911 i 1912),
- Kazimierz Przerwa-Tetmajer (1941).